# Loj Zsuzsanna
Loj Zsuzsanna (Eger, 1969. december 3. –) labdarúgó, középpályás.

## Pályafutása
A Pécsi Fortuna labdarúgója volt, ahol két bajnoki bronzérmet és két magyar kupa győzelmet szerzett a csapattal. 1994–95-ben tagja volt a válogatott keretnek, de nem mutatkozott be a nemzeti tizenegyben.

## Sikerei, díjai
- Magyar bajnokság
  - 3.: 1994–95, 1996–97
- Magyar kupa
  - győztes: 1995, 1997
- Magyar szuperkupa
  - döntős: 1993, 1995